# Power forward (ishockey)
För andra betydelser, se Power forward.

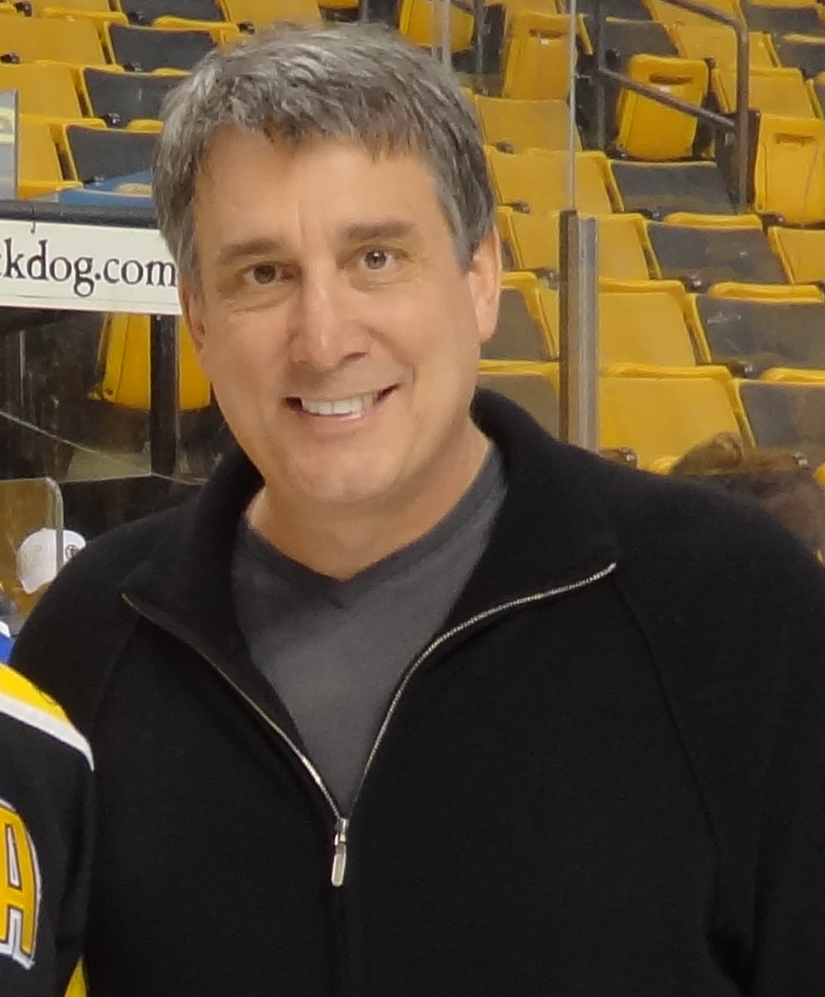
Cam Neely var en av spelarna som definierade termen Power forward.

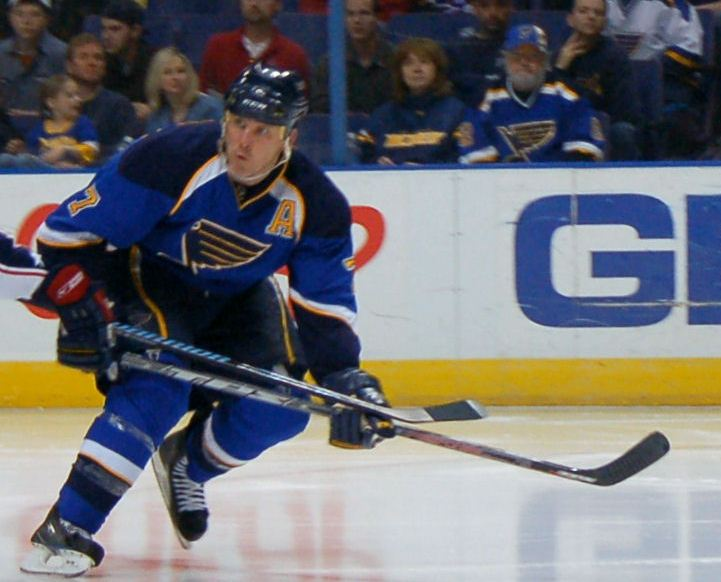
Keith Tkachuk med St. Louis Blues.

Power forward är en term inom ishockeyn som uppkom i NHL under början och i mitten av 1990-talet efter att spelare som Cam Neely, Keith Tkachuk, Eric Lindros och Rick Tocchet utmärkt sig både genom att spela oerhört fysiskt och göra många mål. Även spelare som spelade innan 1990-talet går att inkludera i benämningen Power forward, som exempelvis Gordie Howe och Clark Gillies.

## Några kända power forwards
- Todd Bertuzzi
- Wendel Clark
- Erik Cole
- Phil Esposito
- Clark Gillies
- Bill Guerin
- Gordie Howe
- Jarome Iginla
- Tim Kerr
- John LeClair
- Eric Lindros
- Mark Messier
- Rick Nash
- Cam Neely
- Owen Nolan
- Gary Roberts
- Tomas Sandström
- Brendan Shanahan
- Keith Primeau
- Joe Thornton
- Keith Tkachuk
- Rick Tocchet
- Kyle Okposo